# Рынок капиталов
Рынок капиталов (рынок капитала) — часть финансового рынка, на котором обращаются длинные деньги, то есть денежные средства со сроком обращения более года. На рынке капиталов происходит перераспределение свободных капиталов и их инвестирование в различные доходные финансовые активы.
Формы обращения денежных средств (финансовых ресурсов) на рынке капиталов могут быть различными:
- банковские займы (ссуды);
- акции;
- облигации;
- финансовые деривативы.